# ترک‌های بوسنی و هرزگوین
ترک‌های بوسنی و هرزگوین که همچنین به عنوان بوسنیایی‌های ترک شناخته می‌شوند و برای اشاره به اقوام ترک که به عنوان اقلیت‌های بوسنی و هرزگوین به‌شمار می‌روند گفته می‌شود. با توجه به روند استعمار امپراطوری عثمانی، جوامعی از ترک‌ها در فتح بوسنی به سال ۱۴۶۳ وارد این سرزمین‌ها شدند. جوامع ترک به‌طور پیوسته سال به سال افزایش می‌یافت تا اینکه در دهه ۱۹۰۰ طی جنگ‌های بالکان، ارتش عثمانی شکست خورد. اکثریت ترک‌ها همراه با دیگر مسلمانان ساکن در منطقه خانه‌های خود را ترک کرد و به ترکیه مهاجرت کردند. با توجه به سرشماری جمعیت در سال ۱۹۹۱ در بوسنی و هرزگوین ۲۶۷ نفر ترک در این کشور زندگی می‌کردند، وجود داشت. با این حال، برآوردهای کنونی نشان می‌دهد که جامعه ترک در حدود ۵۰٬۰۰۰ نفر می برآورد می‌شود. که عمدتاً در سال‌های اخیر از ترکیه مهاجرت کرده‌اند.

## نگارخانه

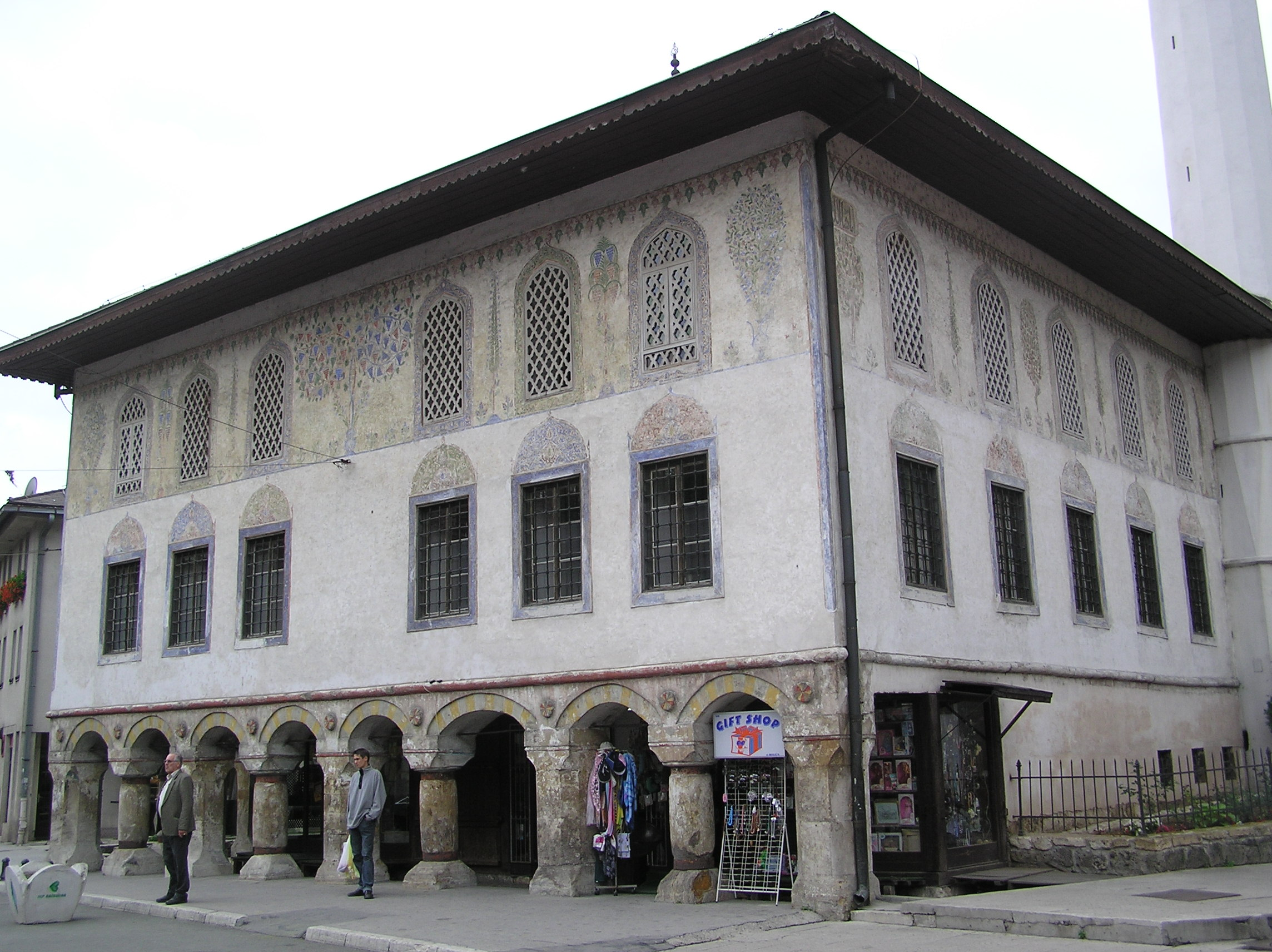
مسجد سلیمانیه
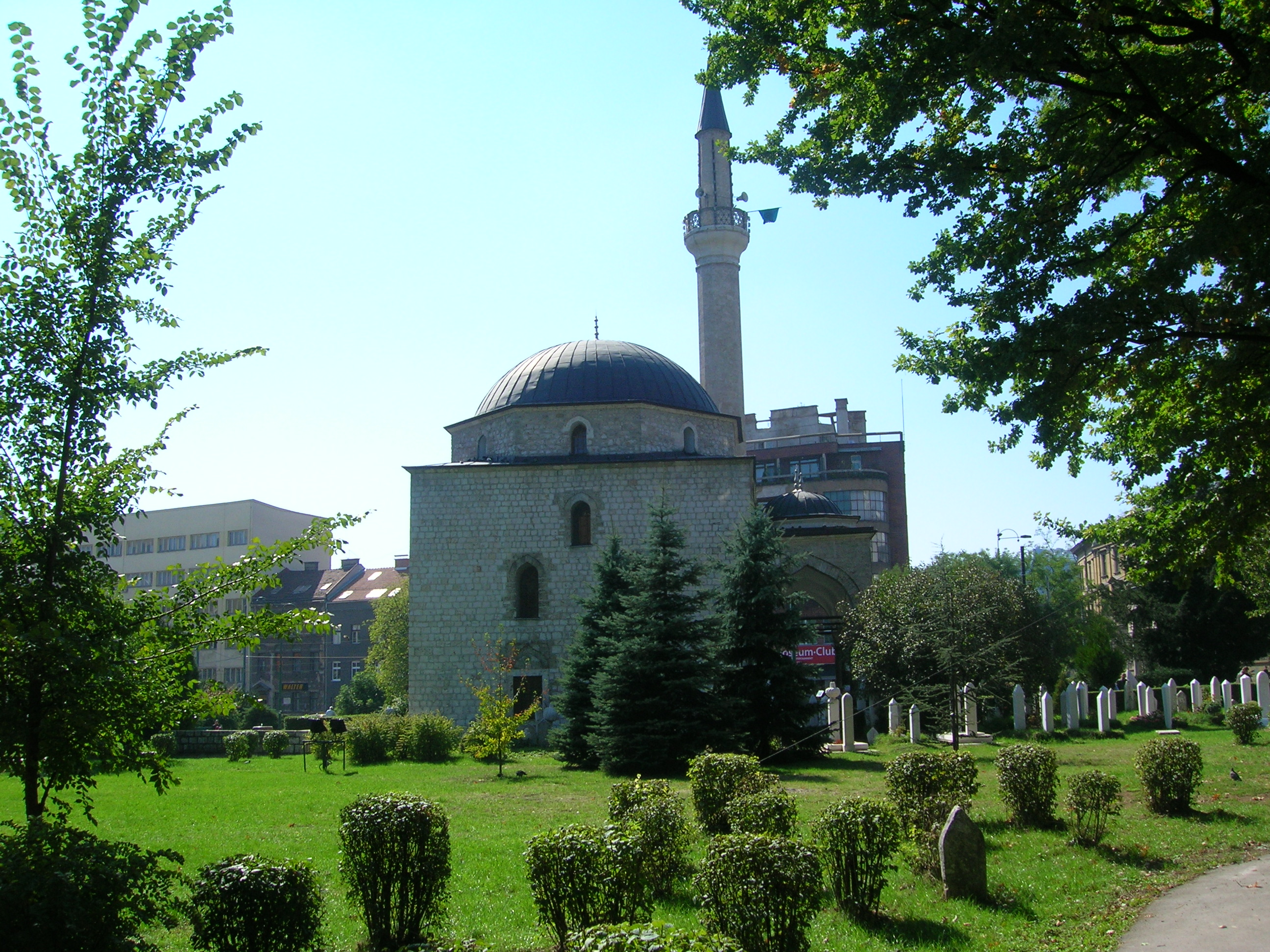
مسجد علی پاشا
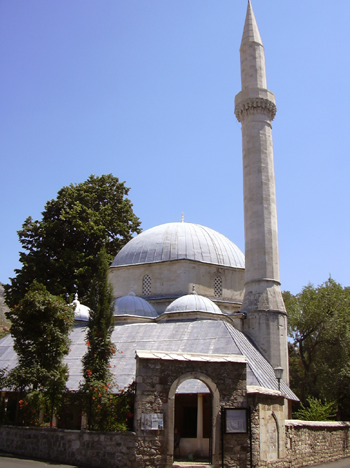
مسجد کارادزوزبیگ
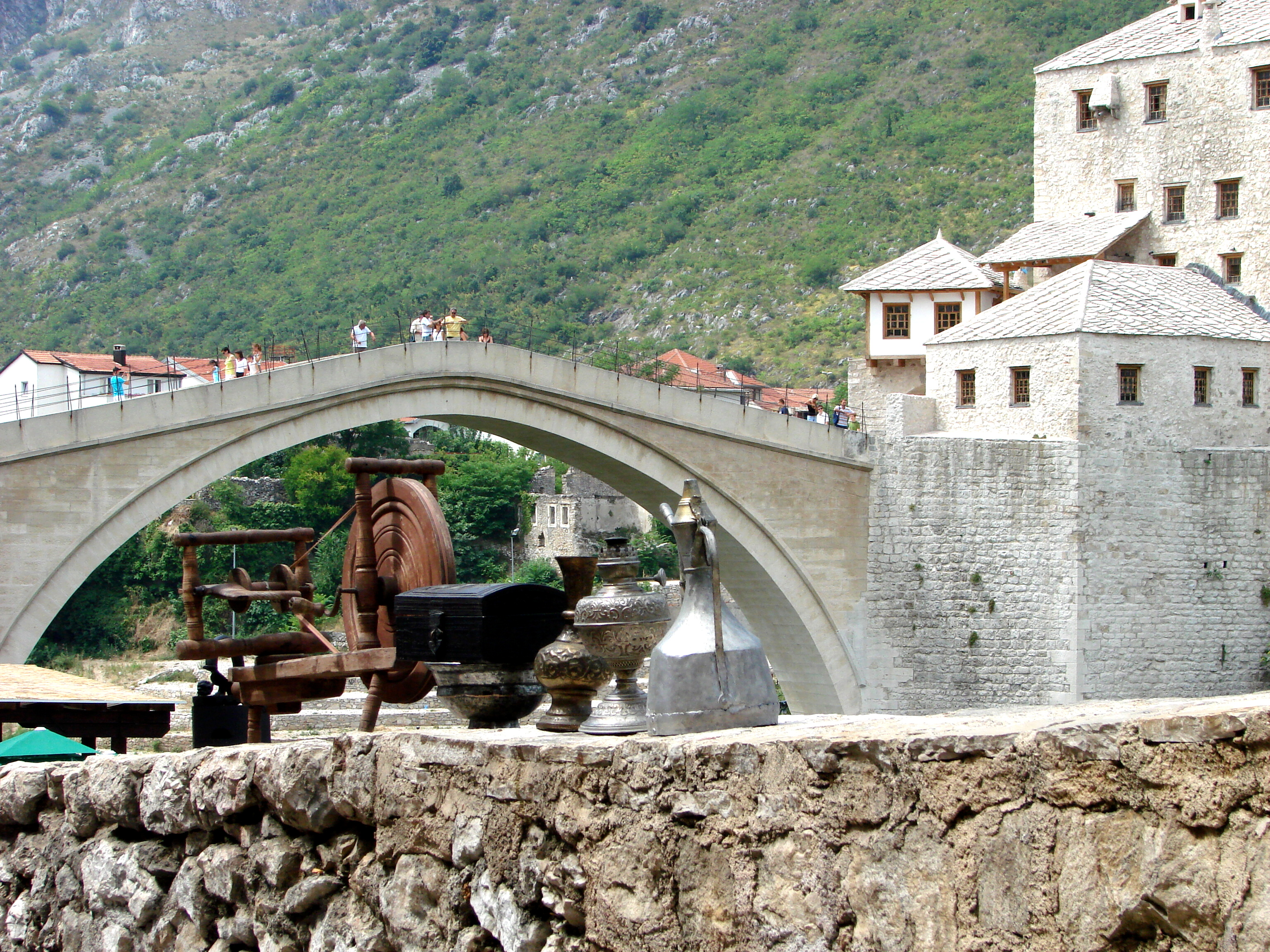
پل موستار (ترکی استانبولی: Mostar Köprüsü)
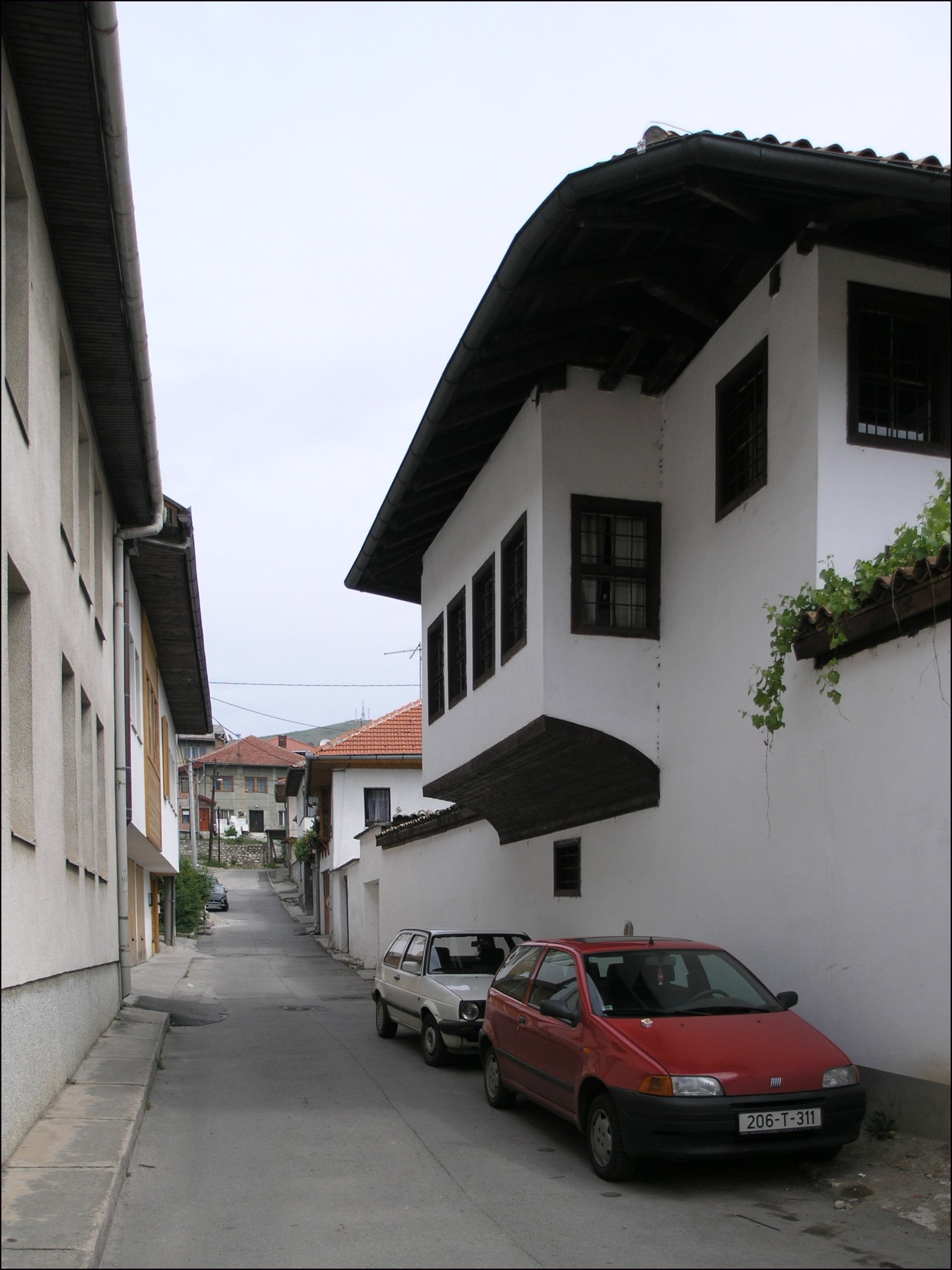
خانه سورزو
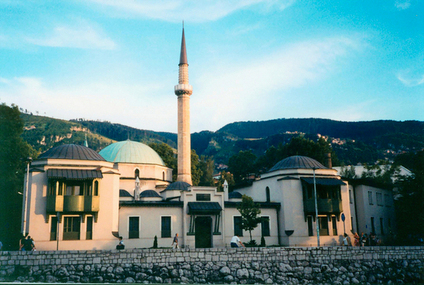
مسجد هونکار (ترکی استانبولی: Hünkâr Camii) ساخته شده در سرزمین عثمانی , قدیمی‌ترین مسجد سارایوو, پایتخت و بزرگترین شهر بوسنی